# Fuertescusa
Fuertescusa é um município da Espanha, na província de Cuenca, comunidade autônoma de Castela-Mancha. Tem 64,1 km² de área e em 2021 tinha 57 habitantes (densidade: 0,9 hab./km²). Limita com os municípios de Cuenca, Beteta, Cañamares, Cañizares, Fresneda de la Sierra e La Frontera.